# Geometría de números

Mejores aproximaciones racionales para π (círculos verdes), e (diamantes azules), ϕ (rectángulos rosa),/2 (hexágonos grises), 1/ (octógonos rojos) y 1/ (triángulos naranja); calculados a partir de sus expansiones en fracciones continuas, representadas como pendientes y/x con errores respecto a sus valores verdaderos (guiones negros)

La geometría de números es la parte de la teoría de números que emplea la geometría para el estudio de los números algebraicos. Por lo general, un anillo de números algebraicos se ve como un retículo en {\displaystyle \mathbb {R} ^{n},} y el estudio de estos retículos proporciona información fundamental sobre los números algebraicos. La geometría de los números fue iniciada por Hermann Minkowski (1910).
La geometría de los números tiene una estrecha relación con otros campos de las matemáticas, especialmente con el análisis funcional y la aproximación diofántica, el problema de encontrar números racionales que se aproximen a una cantidad irracional.

## Los resultados de Minkowski
Supóngase que {\displaystyle \Gamma } es un retículo en el espacio euclídeo {\displaystyle n} de dimensión {\displaystyle \mathbb {R} ^{n}} y {\displaystyle K} es un cuerpo convexo centralmente simétrico.
El teorema de Minkowski, a veces llamado el primer teorema de Minkowski, establece que si {\displaystyle \operatorname {vol} (K)>2^{n}\operatorname {vol} (\mathbb {R} ^{n}/\Gamma )}, entonces {\displaystyle K} contiene un vector no nulo en {\displaystyle \Gamma }.
El {\displaystyle \lambda _{k}} mínimo sucesivo se define como el inf de los números {\displaystyle \lambda } de manera que {\displaystyle \lambda K} contiene {\displaystyle k} vectores linealmente independientes de {\displaystyle \Gamma }.
El teorema de Minkowski sobre segundo Teorema de Minkowski, a veces llamado Segundo Teorema de Minkowski, es un refuerzo de su primer teorema y establece que
{\displaystyle \lambda _{1}\lambda _{2}\cdots \lambda _{n}\operatorname {vol} (K)\leq 2^{n}\operatorname {vol} (\mathbb {R} ^{n}/\Gamma ).}

## Investigaciones posteriores en la geometría de números
En 1930-1960, muchos teóricos de números (incluidos Louis Mordell, Harold Davenport y Carl Ludwig Siegel) realizaron investigaciones sobre la geometría de los números. En años posteriores, Lenstra, Brion y Barvinok han desarrollado teorías combinatorias que enumeran los puntos de la red en algunos cuerpos convexos.

### Teorema del subespacio de W. M. Schmidt
En geometría de números, el teorema del subespacio fue obtenido por Wolfgang M. Schmidt en 1972. Establece que si n es un entero positivo, y L1,...,Ln son formas lineales linealmente independientes en n variables con coeficientes algebraicos y si ε>0 es cualquier número real dado, entonces el entero distinto de cero apunta x en n coordenadas con
{\displaystyle |L_{1}(x)\cdots L_{n}(x)|<|x|^{-\varepsilon }}
se encuentran situados en un número finito de subespacios propios de Qn.

## Influencia en el análisis funcional
La geometría de los números de Minkowski tuvo una profunda influencia en el análisis funcional. Minkowski demostró que los cuerpos convexos simétricos inducen normas en espacios vectoriales de dimensión finita. El teorema de Minkowski fue generalizado a espacios vectoriales topológicos por Andréi Kolmogórov, cuyo teorema establece que los conjuntos convexos simétricos que son cerrados y acotados generan la topología de un espacio de Banach.
Los investigadores continúan estudiando generalizaciones al conjunto estrella aguda y a otros conjuntos no convexos.